# Мост Единства
Мост Еди́нства (латыш. Vienības tilts) — автомобильно-пешеходный мост в Даугавпилсе на реке Даугава (Западная Двина), соединивший первоначально Даугавпилс и прежде отдельный город Грива. Расположен на трёх каменных опорах. Длина моста составляет 328 метров.

## История
Строительство моста началось в 1931 году. Металлические элементы ферм моста были доставлены из Германии, строительство моста вела немецкая фирма. Строительство моста было обусловлено отсутствием у города другого постоянного моста, кроме железнодорожного, поскольку деревянный Гайковский мост был разрушен во время наводнения в 1922 году.
Мост был открыт 23 ноября 1935 года и стал первым стальным мостом в Прибалтике.
Рано утром 26 июня 1941 года диверсанты из 800 полка Бранденбург, переодетые в красноармейскую форму, захватили мост, перебив охрану, и обеспечили переправку танков 56 корпуса Манштейна через Двину.

Мост Единства в 1944 году

Во время Второй мировой войны был уничтожен настил моста. При отступлении немецких войск было взорвано несколько пролётов моста со стороны Гривы. Временно восстановлен из деревянных конструкций. Позднее капитально восстановлен.
В 1988—1989 годах прошла реконструкция: старый мост сдвинули на временные опоры, а на быки со стороны Гривы надвигали наращиваемый новый настил моста. После испытания моста под нагрузкой, которое проводили инженеры РПИ[неизвестный термин], мост вступил в строй действующих.
1 июня 1989 года состоялись проводы старого моста, прощание с ним. Четверо старых строителей моста 1931—1935 годов передали в городской музей бронзовую памятную доску, открытую в 1935 году вместе со старым мостом.
В 2007 году проводились ремонтные работы на всех опорах, так как была обнаружена трещина в центральной опоре из-за ледоходов.
После распада Даугавпилсского Речфлота река не углублялась 15 лет, в связи с этим вокруг опор образовались небольшие песчаные островки, отсутствующие на фотографии 1944 года.
23 ноября 2010 года в связи с 75-летием моста общество «Русский исторический клуб» возложило на нём венок с памятной надписью: «23 ноября 1935—2010 гг. 75-летию открытия моста Виенибас (Гривского) между Даугавпилсом и Гривой».
В 2011 году в рамках проекта реконструкции улицы 18 Новембра планировалось отремонтировать в том числе мост Виенибас.
В ноябре 2024 года мэр Даугавпилса Андрей Элксниньш объявил о намеченной реконструкции моста, запланированной на двухлетний период начиная с 2025 года.